# Jurques
Jurques is een plaats en voormalige gemeente in het Franse departement Calvados in de regio Normandië en telt 599 inwoners (2004). De plaats maakt deel uit van het arrondissement Vire. Op 1 januari 2017 fuseerde de gemeente met Le Mesnil-Auzouf tot de commune nouvelle Dialan sur Chaîne.

## Geografie
De oppervlakte van Jurques bedraagt 12,7 km², de bevolkingsdichtheid is 47,2 inwoners per km².
De onderstaande kaart toont de ligging van Jurques met de belangrijkste infrastructuur en aangrenzende gemeenten.

## Demografie
Onderstaande figuur toont het verloop van het inwonertal (bron: INSEE-tellingen).
Vanwege een beveiligingsprobleem met de MediaWiki Graph-software is het momenteel niet mogelijk deze grafiek weer te geven. Zodra de software is bijgewerkt zal de grafiek vanzelf weer zichtbaar worden.
1. ↑  Populations légales 2018.